# Russian Traded Index
Rússian Tráded Índex (RTX) — фондовый индекс, отражающий динамику акций российских голубых фишек, торгующихся на Фондовой бирже РТС в Москве.
Индекс RTX не является официальным индикатором Фондовой биржи РТС. Таковым является индекс РТС.

## История
Индекс RTX был разработан 8 октября 1997 года Венской фондовой биржей как альтернатива российским индексам РТС и ММВБ. К этому австрийцев подтолкнул ряд проблем на российском фондовом рынке.
На момент создания RTX российский фондовый рынок был очень молод и расколот на части. Отсутствовал ведущий индекс, а индекс РТС, часто бравшийся за основу при оценке российской экономики, не отражал её реального состояния. Например, в базе расчёта индекса отсутствовали некоторые крупнейшие игроки рынка, такие как МТС и Газпром.
Кроме того, иностранные инвесторы были серьёзно ограничены в торговле российскими ценными бумагами, что делало их выход на российский фондовый рынок трудным или невозможным.
Часть проблем сохраняется и поныне. Поэтому некоторые ценные бумаги, — торгующиеся на иностранных фондовых биржах, но связанные с российским фондовым рынком, — базируются на австрийском RTX, а не на российском РТС.

## Состав индекса
По состоянию на 24 октября 2006 г.:
| Наименование      | Удельный вес в % |
| ----------------- | ---------------- |
| Лукойл            | 24,59            |
| Газпром           | 24,32            |
| Сургутнефтегаз    | 13,83            |
| Роснефть          | 11,44            |
| Норильский никель | 8,25             |
| ЕЭС России        | 4,56             |
| АФК Система       | 3,56             |
| Татнефть          | 3,02             |
| Газпром нефть     | 3,02             |
| Новатэк           | 2,32             |
| Ростелеком        | 1,09             |

По состоянию на 21 июня 2016 г. увеличилось общее число участников, роль нефтегазового сектора сократилась с 82,54 % в 2006 г. до 59,78 % в 2016 г. Общая капитализация индекса превысила 117 млрд евро.
| Наименование          | Удельный вес в % |
| --------------------- | ---------------- |
| Газпром               | 20,01 %          |
| Сбербанк              | 16,96 %          |
| Лукойл                | 13,31 %          |
| Роснефть              | 8,51 %           |
| Новатэк               | 7,08 %           |
| Норильский никель     | 6,27 %           |
| Магнит                | 5,82 %           |
| Татнефть              | 4,97 %           |
| ВТБ                   | 4,28 %           |
| Мобильные ТелеСистемы | 3,10 %           |
| Транснефть ап         | 3,06 %           |
| Сургутнефтегаз        | 2,84 %           |
| Алроса                | 1,90 %           |
| Индекс РТС            | 1,88 %           |